# Jan Archibald
Jan Archibald é um maquiador estadunidense. Venceu o Oscar de melhor maquiagem e penteados na edição de 2008 por La môme, ao lado de Didier Lavergne.